# Habrocestoides taiwanensis
Habrocestoides taiwanensis är en spindelart som först beskrevs av Bao, Peng X. 2002.  Habrocestoides taiwanensis ingår i släktet Habrocestoides och familjen hoppspindlar. Inga underarter finns listade i Catalogue of Life.